# Imran Kan
Imran Ahmad Kan Niazi (paštunščina/urdu: عمران احمد خان نیازی‎; v medijih priimek pogosto podomačen kot Kan; * 5. oktober 1952, Lahore).
Imran Ahmad Kan Niazi je 19. pakistanski ministrski predsednik. Leta 2013 je bil izvoljen za poslanca v pakistanski parlament, 2018 pa je njegova stranka Pakistansko gibanje za pravičnost dobila večino. Pred vstopom v politiko je bil 20 let mednarodno priznan igralec kriketa. Kasneje se je posvetil človekoljubnim projektom: Shaukat Khanum Memorial Cancer Hospital & Research Centre in Namal College.
Kan se je rodil v paštunski družini. Šolal se je na Aitchisonovem kolidžu, klasični gimanziji Royal Grammar School Worcester in Keblovem kolidžu, Univerze v Oxfordu. Kriket je pričel igrati pri 13 letih, najprej za svojo šolo in kasneje za Worcestershire Cricket Club. 1971 je v Birminghamu debitiral za Pakistan (English series). Po diplomi 1976 se je pridružil pakistanskemu moštvu za kriket in v njem igral do 1992. V letih 1982–1992 je bil s presledki tudi kapetan moštva. Očitno je prispeval k zmagi Pakistana na svetovnem prvenstvu v kriketu 1992 in velja za enega najuspešnejših kriketašev. Njegova statistika: skupaj 3,807 runs, 362 wickets v Test cricketu, eden izmed osmih nosilcev naslova 'All-rounder's Triple' na poskusnih tekmah. Leta 2010 je bil vpisan v ICC-jevo kriketsko dvorano slavnih. 
Leta 1991 je v spomin na mater sprožil kampanjo za zbiranje sredstev za Shaukat Kanum Memorial Cancer Hospital & Research Centre, bolnišnica za raka. Uspelo mu je zbrati 25 milijonov ameriških dolarjev za ustanovitev bolnišnice v Lahoreju leta 1994, leta 2015 še druge v Pešavarju. Kan ostaja filantrop in kritik razmer, 2005-2014 je bil podrektor Univerze v Bradfordu, 2012 je postal častni član Royal College of Physicians.
Aprila 1996 je Kan ustanovil sredinsko usmerjeno stranko Pakistansko gibanje za pravičnost. Na parlamentarnih volitvah je s stranko prvič kandidiral oktobra 2002, od 2007 je bil član opozicije. Na volitvah 2013 je njegova stranka prejela druga največ glasov. Kan je vodja svoje stranke in tako državne parlamentarne koalicije pokrajinske v Hiber Pahtunhvi.